# Psychedelische folk
Psychedelic folk of psych folk is een losjes gedefinieerde vorm van psychedelische muziek die zijn wortels heeft in folk en psychedelische rock. Het behield de akoestische instrumenten uit de folk en voegde daarbij invloeden uit de psychedelische rock en psychedelica toe.

## Artiesten
- Animal Collective
- Captain Beefheart
- Cat Mother & the All Night Newsboys* Davenport
- Donovan
- Grateful Dead
- Ferre Grignard
- H.P. Lovecraft
- It's a Beautiful Day
- Jake and the Family Jewels
- Jefferson Airplane
- Kaleidoscope
- Neutral Milk Hotel
- No Neck Blues Band
- Selda Bağcan
- Peanut Butter Conspiracy
- Pearls Before Swine
- Quicksilver Messenger Service
- Sunburned Hand of the Man
- Sixto Rodriguez